# Cychrus cylindricollis
Cychrus cylindricollis es una especie de escarabajo del género Cychrus, categorizada en la tribu Cychrini, de la subfamilia Carabinae.

## Distribución
Se distribuye por Italia.

## Taxonomía
Fue descrita por Pini en 1871.
Tratamiento taxonómico
La especie aparece registrada y publicada en Descrizione de un nuovo carabico appartenente al genere Cychrus FABR. Atti della Società Italiana di Scienze Naturali, 14: 224-227. (1871).